# Johann Gottfried von Stockhausen
Johann Gottfried von Stockhausen (* 1685; † 17. April 1759) war preußischer Oberst und Chef des Stettiner Landregiments.

## Leben
Seine Eltern waren der Leutnant Hans Burkhard von Stockhausen (* 22. April 1644; † 21. Oktober 1694) aus dem Haus Immenhausen in Sachsen-Gotha und dessen Ehefrau Ursula Barbara von Thüna († 1729).
Er kam 1702 während des Spanischen Erbfolgekriegs in brandenburgische Dienste und kämpfte bis 1715 in zahlreichen Schlachten. 1740 wurde er auf Garnisons-Etat gesetzt.
Im Jahre 1746 kam er als Major in das Garnisons-Regiment Nr. 5 (Mitschefal). Im September 1752 kam er mit dem Charakter eines Obersten in das Stettiner Landregiment, dessen Chef er auch wurde.
Er war Erbherr auf Deutsch-Sagar im Kreis Krossen.
Er heiratete Marianne Elisabeth von Reitzenstein (* 16. September 1710; † 19. März 1746) Tochter von Christian Siegmund von Reitzenstein und Eva Marie von Reitzenstein. Das Paar hatte mehrere Kinder, darunter:
- Johann Karl Siegmund Leopold (* 13. September 1739; † Februar 1765), preußischer Leutnant
- Charlotte Auguste Philippine (* 1741; † 22. Dezember 1798 in Stettin[1]) ⚭ 29. Mai 1758 in Kurow[2] Philipp Otto Ludwig von Wussow auf Kurow
- Johann Friedrich Gustav (1743–1804), preußischer Generalmajor ⚭ 1774 Luise Henriette Friederike von Ziegler (* 16. August 1759 in Gotha; † 25. Februar 1814)

Nach dem Tod seiner ersten Frau heiratete er Anna Sophie von Schweinichen. Die Ehe blieb ohne Kinder.